# 2025年大韓民国大統領選挙
2025年大韓民国大統領選挙（2025ねんだいかんみんこくだいとうりょうせんきょ、韓国語: 2025년 대한민국 대통령 선거）は、第21代大韓民国大統領を選出するために、2025年6月3日に韓国で行われた大統領選挙である。

## 概説
2022年の第20代大統領選挙で選出された尹錫悦が2024年12月3日に「非常戒厳」を布告したことを理由に弾劾訴追され、2025年4月4日に憲法裁判所で「弾劾が妥当」との判断が出されたことによって尹が罷免されたことに伴い、本来予定されていた2027年から前倒しされることになった。
4月8日、次期大統領選挙を6月3日に執行することが閣議決定され、同日は臨時休日となることも決まった。
5月10日、国民の力の選挙管理委員会は、大統領選候補に決まっていた金文洙の公認を取りやめ、韓悳洙を新たに候補に登録。候補一本化を強行した。ところが翌11日、韓悳洙が出馬を取りやめると発表し、金文洙の公認が復活した。
5月22日、「全国指標調査」が発表され、国民の力候補の金文洙の支持率は前週比5ポイント増の32％を記録。改革新党候補の李俊錫は3ポイント増え、支持率が初めて10％に達した。同日、李俊錫は会見を開き、「支持率上昇の流れはさらに加速する」と強調。保守系候補の一本化を拒否した。同月23日、世論調査機関・ギャラップが支持率調査結果を発表。李在明が45％、金文洙が36％、李俊錫が10％だった。金文洙・李俊錫の合計が李在明をわずかに上回り、金文洙は遊説先で保守系候補の一本化について「努力を続けていく」と述べた。
同月27日、テレビ討論会で李俊錫は性差別的発言を行った。改革新党のホームページに脱党の書き込みが相次ぐなど波紋が広がった。事前投票を翌日に控えた同月28日、金文洙は状況打開を図り、李俊錫に対し最終的な候補者一本化を提案したが、交渉は失敗に終わった。
6月3日、投開票が行われ、李在明が得票率49.42％で当選した。

## 選挙日程
- 5月10日～5月11日：候補者登録申請（9時～18時）
- 5月20日～5月25日：在外投票所投票（8時～17時）
- 5月26日～5月29日：船上投票
- 5月29日～5月30日：事前投票（6時～18時）
- 6月3日：本投票（6時～20時）、開票

出典：第21代大統領選挙主要事務日程（中央選挙管理委員会）

## 立候補予定者

### 与野党

#### 国民の力（前政権与党）
確定候補
- 金文洙 - 4月9日に記者会見を開き出馬表明[9]。5月3日に公認候補に選出されたが[10][11]、党がこれを取り消した[12]。しかし、10日の党員投票で候補者交代案が否決されたため、再び公認候補となった[3]。

党内選挙に出馬した候補
- 韓悳洙 - 5月2日に無所属で出馬宣言[13][14]。10日に国民の力に入党したのち公認候補に選出されたが[15][16]、前述の候補者交代案が否決されたことを受け、11日に出馬の取りやめを表明[3]。
- 羅卿瑗 - 4月11日に出馬宣言[17]。第1次予備選敗退[18]。
- 安哲秀 - 4月8日に光化門広場で出馬宣言[19]。第2次予備選敗退[20][21]。
- 劉正福 - 4月9日にマッカーサー公園で出馬宣言[22]。第1次予備選敗退[23]。
- 李喆雨（朝鮮語版） - 4月9日朴正煕大統領生家で出馬宣言[24]。第1次予備選敗退[25]。
- 洪準杓 - 4月14日に出馬宣言[26]。第2次予備選敗退[27][28]。
- 韓東勲 - 4月10日に汝矣島で記者会見を開き出馬宣言[29]。決選投票敗退[10]。
- 梁香子（朝鮮語版） - 4月10日に国民の力に入党したのち出馬宣言[30]。第1次予備選敗退[31]。

出馬宣言
- 李貞鉉（朝鮮語版） - 4月8日に出馬宣言したが、12日に撤回[32]。

#### 共に民主党（最大野党）
確定候補
- 李在明 - 4月10日に出馬宣言[33]。4月27日に公認候補選出[34]。

党内選挙に出馬した候補
- 金慶洙（朝鮮語版） - 4月13日に世宗市庁で記者会見を開き出馬宣言[35]。予備選敗退。
- 金東兗 - 4月9日に仁川国際空港で出馬宣言[36]。予備選敗退。

出馬宣言
- 金斗官（朝鮮語版） - 4月7日に汝矣島で出馬宣言したが、18日に撤回[37][38]。

#### 改革新党
確定候補
- 李俊錫 - 3月18日に公認候補選出。

#### 進歩党
党内選挙に出馬した候補
- 金在妍（朝鮮語版） - 4月8日に出馬宣言。19日に公認候補に選出されたが[39][40]、5月9日に立候補辞退と李在明の支持を表明[41]。
- 姜聖熙 - 4月8日に出馬宣言。予備選敗退。

### 国会外政党

#### 民主労働党
確定候補
- 権英国（朝鮮語版） - 4月30日に公認候補選出。

#### 新未来民主党
出馬宣言
- 李洛淵 - 4月28日に出馬宣言したが[42]、5月10日に撤回[43]。

### 無所属
出馬宣言
- 黄教安 - 4月9日に出馬宣言[44]。

## 正式立候補者

大統領選候補者ポスター掲示板。ポスターの数字は候補者登録の際に割り振られた記号

立候補登録は5月10日から11日までの二日間にかけて行われ、登録が締め切られた11日18時の時点で7名が登録した。候補者に割り振られる記号（番号）は、院内政党に関しては国会の議席数が多い順に、院外政党は政党名のカナダラ順に決められた。なお記号3番は祖国革新党の候補者に割り当てられているが、同党が李在明候補（共に民主党）への支持を宣言し候補者を出さなかった為、事実上の「欠番」となる。
以下、中央選挙管理委員会が公表した情報に基づく大統領候補者の一覧である。
| 記号  | 候補者名        | 性別 | 年齢 | 所属政党   | 職業                                     | 経歴                                                                        | 備考                                         |
| ----- | --------------- | ---- | ---- | ---------- | ---------------------------------------- | --------------------------------------------------------------------------- | -------------------------------------------- |
| 1     | 李在明 이재명   | 男   | 61歳 | 共に民主党 | 国会議員                                 | - （前）京畿道知事 - （前）共に民主党代表                                   |                                              |
| 2     | 金文洙 김문수   | 男   | 73歳 | 国民の力   | 政党人                                   | - （前）京畿道知事（民選4期、5期） - （前）雇用労働部長官                   |                                              |
| 4     | 李俊錫 이준석   | 男   | 40歳 | 改革新党   | 国会議員                                 | - （前）改革新党代表 - （現）改革新党国会議員                               |                                              |
| 5     | 権英国 권영국   | 男   | 61歳 | 民主労働党 | 政党人                                   | - （現）民主労働党代表 - （前）民主社会のための弁護士会労働委員長           |                                              |
| （6） | 丘ジュワ 구주와 | 男   | 45歳 | 自由統一党 | 弁護士                                   | - （現）自由統一党最高委員 - （現）法務法人ビットウィン弁護士               | 5月18日に立候補辞退。                        |
| （7） | 黄教安 황교안   | 男   | 68歳 | 無所属     | 政治家                                   | - （前）自由韓国党代表 - （前）国務総理                                     | 6月1日に立候補辞退と金文洙候補の支持を宣言。 |
| 8     | 宋鎮鎬 송진호   | 男   | 57歳 | 無所属     | 社団法人グローバルデータ資産控除会理事長 | - （現）社団法人韓国社会経済研究所理事長 - （現）社団法人独島守護連合会総裁 |                                              |

### 候補者確定後

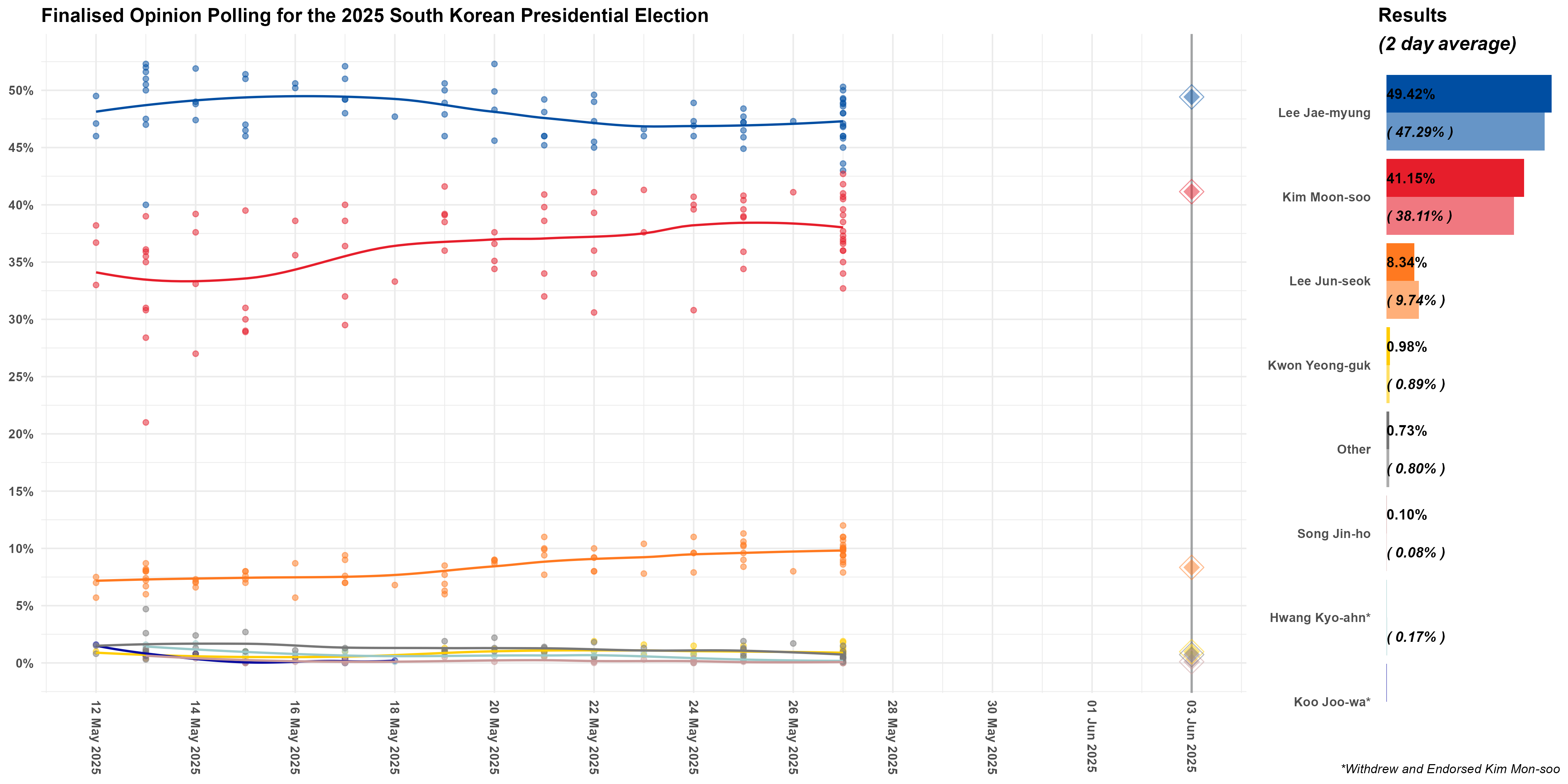

### 候補者確定前

## 選挙結果
各候補の得票率
| 候補者                   | 候補者                   | 所属政党                 | 得票数     | 得票率  |
| ------------------------ | ------------------------ | ------------------------ | ---------- | ------- |
|                          | 李在明                   | 共に民主党               | 17,287,513 | 49.42%  |
|                          | 金文洙                   | 国民の力                 | 14,395,639 | 41.15%  |
|                          | 李俊錫                   | 改革新党                 | 2,917,523  | 8.34%   |
|                          | 権英国                   | 民主労働党               | 344,150    | 0.98%   |
|                          | 宋鎮鎬                   | 無所属                   | 35,791     | 0.10%   |
| 総計                     | 総計                     | 総計                     | 34,980,616 | 100.00% |
| 有効票数（有効率）       | 有効票数（有効率）       | 有効票数（有効率）       | 34,980,616 | 99.27%  |
| 無効票・白票数（無効率） | 無効票・白票数（無効率） | 無効票・白票数（無効率） | 255,881    | 0.73%   |
| 投票総数（投票率）       | 投票総数（投票率）       | 投票総数（投票率）       | 35,236,497 | 79.38%  |
| 棄権者数（棄権率）       | 棄権者数（棄権率）       | 棄権者数（棄権率）       | 9,155,374  | 20.62%  |
| 選挙人数                 | 選挙人数                 | 選挙人数                 | 44,391,871 | 100.00% |
| 出典: 개표진행상황       |                          |                          |            |         |

| 候補者名       | 李在明     | 李在明     | 金文洙     | 金文洙   | 李俊錫    | 李俊錫   |
| 所属政党       | 共に民主党 | 共に民主党 | 国民の力   | 国民の力 | 改革新党  | 改革新党 |
| 地域           | 得票数     | 得票率     | 得票数     | 得票率   | 得票数    | 得票率   |
| -------------- | ---------- | ---------- | ---------- | -------- | --------- | -------- |
| 全国           | 17,287,513 | 49.42%     | 14,395,639 | 41.15%   | 2,917,523 | 8.34%    |
| ソウル特別市   | 3,105,459  | 47.13%     | 2,738,405  | 41.55%   | 655,346   | 9.94%    |
| 仁川広域市     | 1,044,295  | 51.67%     | 776,952    | 38.44%   | 176,739   | 8.74%    |
| 京畿道         | 4,821,148  | 52.20%     | 3,504,620  | 37.95%   | 816,435   | 8.84%    |
| 大田広域市     | 470,321    | 48.50%     | 393,549    | 40.58%   | 94,724    | 9.76%    |
| 世宗特別自治市 | 140,620    | 55.62%     | 83,965     | 33.21%   | 25,004    | 9.89%    |
| 忠清北道       | 501,990    | 47.47%     | 457,065    | 43.22%   | 86,984    | 8.22%    |
| 忠清南道       | 661,316    | 47.68%     | 600,108    | 43.26%   | 111,092   | 8.00%    |
| 光州広域市     | 844,682    | 84.77%     | 79,937     | 8.02%    | 62,104    | 6.23%    |
| 全北特別自治道 | 1,023,272  | 82.65%     | 134,996    | 10.90%   | 67,961    | 5.48%    |
| 全羅南道       | 1,111,941  | 85.87%     | 110,624    | 8.54%    | 60,822    | 4.69%    |
| 江原特別自治道 | 449,161    | 43.95%     | 483,360    | 47.30%   | 78,704    | 7.70%    |
| 釜山広域市     | 895,213    | 40.14%     | 1,146,238  | 51.39%   | 168,473   | 7.55%    |
| 大邱広域市     | 379,130    | 23.22%     | 1,103,913  | 67.62%   | 31,131    | 1.94%    |
| 蔚山広域市     | 315,820    | 42.54%     | 353,180    | 47.57%   | 63,177    | 8.51%    |
| 慶尚北道       | 442,683    | 25.53%     | 1,159,594  | 66.87%   | 116,094   | 6.69%    |
| 慶尚南道       | 851,733    | 39.40%     | 1,123,843  | 51.99%   | 161,579   | 7.47%    |
| 済州特別自治道 | 228,729    | 54.76%     | 145,290    | 34.78%   | 36,909    | 8.83%    |

## その他
この選挙の投票日が6月3日に設定されたことを受け、2025年4月8日、教育部はもともと同日に設定された大学修学能力試験の6月模擬試験の日程を翌日の6月4日に変更した。